# Université de Playa Ancha
L'université de Playa Ancha des sciences de l'éducation (Universidad de Playa Ancha de Ciencias de la Educación) est une université publique située à Valparaíso, au Chili.

## Anciens élèves
- Catégorie:Étudiant de l'université Playa Ancha